# Reprezentacja Islandii w piłce wodnej mężczyzn
Reprezentacja Islandii w piłce wodnej mężczyzn – zespół, biorący udział w imieniu Islandii w meczach i sportowych imprezach międzynarodowych w piłce wodnej, powoływany przez selekcjonera, w którym mogą występować wyłącznie zawodnicy posiadający obywatelstwo islandzkie. Za jej funkcjonowanie odpowiedzialny jest Islandzki Związek Pływacki (SSI), który jest członkiem Międzynarodowej Federacji Pływackiej.

## Historia
W 1936 reprezentacja Islandii rozegrała swój pierwszy oficjalny mecz na igrzyskach olimpijskich.

## Udział w turniejach międzynarodowych

### Igrzyska olimpijskie
Reprezentacja Islandii jeden raz występowała na Igrzyskach Olimpijskich. W 1936 roku odpadła w pierwszej rundzie.

### Mistrzostwa świata
Dotychczas reprezentacji Islandii żadnego razu nie udało się awansować do finałów MŚ.

### Puchar świata
Islandia żadnego razu nie uczestniczyła w finałach Pucharu świata.

### Mistrzostwa Europy
Islandzkiej drużynie żadnego razu nie udało się zakwalifikować do finałów ME.